# Векше (аеропорт)
Аеропорт Векше/Крунуберг (IATA: VXO, ICAO: ESMX), (швед. Växjö-Kronoberg flygplats) — аеропорт у лені Крунуберг, Швеція. Аеропорт розташований приблизно за 10 кілометрів NW від центру Векше.

## Авіалінії та напрямки, жовтень 2022
| Авіакомпанія                    | Пункт призначення                                        |
| ------------------------------- | -------------------------------------------------------- |
| BRA Braathens Regional Airlines | Стокгольм-Бромма                                         |
| Ryanair                         | Гданськ, Лондон–Станстед, Рига Сезонний: Аліканте, Задар |
| Sunclass Airlines               | Сезонний чартер: Ларнака, Родос                          |
| TUI fly Nordic                  | Сезонний чартер: Гран-Канарія                            |
| Wizz Air                        | Белград, Скоп'є Сезонний: Тузла                          |

## Пасажирообіг
Див. джерело запитів Вікіданих та джерела.